# Dolina Jugowskiego Potoku
Dolina Jugowskiego Potoku – dolina górska w Sudetach Środkowych w Górach Sowich w woj. dolnośląskim.
Dolina położona jest  w Obniżeniu Jugowa, między Górami Sowimi  po północno-wschodniej stronie a Wzgórzami Wyrębińskimi po południowo-zachodniej, w północno-wschodnim fragmencie Obniżenia Noworudzkiego, około 4,0 km na północ od centrum Nowej Rudy.
Dolina Jugowskiego Potoku z licznymi dolinami potoków, wcinającymi się między Wzgórza Wyrębińskie i Góry Sowie, tworzy Obniżenie Jugowa. Dolina w znacznej części jest zabudowana. Wzdłuż doliny nad potokiem, położona jest miejscowość Jugów.

## Turystyka
Wzdłuż Doliny Jugowskiego Potoku prowadzą szlaki turystyczne:
- żółty szlak turystyczny z Nowej Rudy na Kalenicę, wzdłuż dolnej części doliny.
- zielony szlak z Ludwikowic Kłodzkich na  Przełęcz Jugowską wzdłuż górnej części doliny.

W górnej części Doliny Jugowskiego Potoku położone jest schronisko „Zygmuntówka” w rejonie Przełęczy Jugowskiej.